# The Marathon
The Marathon è un cortometraggio muto del 1919 diretto da Alfred J. Goulding. Il film, di genere comico, fu interpretato da Harold Lloyd, Snub Pollard, Bebe Daniels, Sammy Brooks.

## Trama
Un ragazzo che tenta di fare una buona impressione ad una ragazza, viene inseguito dal padre di lei e dalla polizia nel bel mezzo di una maratona in corso.